# 植田芳暁
植田 芳暁（うえだ よしあき、本名・大串 安広、1948年2月7日 - ）とは、神奈川県横浜市生まれ、川崎市育ちのドラマー、ギタリスト、コーラス編曲家。バンドグループ「加瀬邦彦とザ・ワイルドワンズ」のメンバーである。 愛称は「ワタリ」（GSブーム時）、「がしあき」。

## 人物・来歴
デビュー前、アメリカンスクールに通うシー・ユー・チェンらとThe Dimensionsを結成し、勝ち抜きエレキ合戦の第一回チャンピオンとなる。
浪人中、ドラマーのアルバイトをしていた際に加瀬邦彦と知り合い、「ザ・ワイルドワンズ」のドラムス兼ボーカルとしてメンバーに加入、1966年にデビューを果たす。ヴォーカルをとりながらドラムスを叩くスタイルは、GSでは斬新で、高い評価と人気を得た。
1971年のザ・ワイルドワンズ解散後は、「谷啓とザ・スーパーマーケット」のメンバー（他には近田春夫、山崎イサオ、コッペ等が在籍）として活躍し、他にも数々のバンドを結成する。また、音楽活動にこだわらず、持ち前の明るさでレポーターやタレントとして活動。ギターもマスターし、若者ばりに低い位置で弾くスタイルを後に再結成したザ・ワイルドワンズのステージでも披露している。ザ・ワイルドワンズでの活動の他、「ZOO」、「サーフライダース」、「植田芳暁&VOICE」などを経て、「植田芳暁&レイアウト」を結成する。1988年には、タイガース･メモリアル･クラブ･バンドに参加。 1994年にはソロ活動の一環として「加山雄三&ハイパーランチャーズ」のドラマーとしても参加。 現在は、「僕はタレントではなくミュージシャン」というこだわりを強く持ち、日本中のライブハウスやディナーショーで活動中。
作詞、作曲、特にコーラス・編曲家としての評価が高く、1979年の東京音楽祭にて、松崎しげるの「セーリング・ラブ」でシルバーカナリー賞・編曲賞を受賞。 また1980年の東京音楽祭世界大会では銀賞を受賞した「WONDERFUL MOMENT」でもコーラスアレンジを担当。他、アグネス・チャンの「風まかせ愛まかせ」等、数多くのタレントに曲を提供している。
2006年からは髪を金色に染めているが、よく白髪と間違えられるとの事。

## ディスコグラフィ

### ZOO

#### シングル
- 鳩が来る
- ふたり物語
- 愛はピエロ

### サーフ・ライダーズ

#### シングル
- 黄色いワーゲン
- 時代遅れのラブ・ソング
- ゴー・ウエスト!

#### アルバム
- 黄色いワーゲン
- 時代遅れのラブ・ソング

その他
- WONDERFUL MOMENT（歌唱：松崎しげる） - コーラス・アレンジを担当

### タイガース・メモリアル・クラブ・バンド

#### シングル
- 懐かしきラブ・ソング
- 君よ女神のままに
- ブルー・シャトゥを君だけに/G.Sが好きさ好きさ好きさ

#### アルバム
- タイガース・メモリアル・クラブ・バンド
- タイガース・メモリアル・クラブ・バンド　II　「ぼくと、ぼくらの夏」

### 植田芳暁

#### アルバム
- Trances-Locus  Huey Ueda

## 出演

### テレビ番組
- ファンキートマト（テレビ神奈川） - MC

### ラジオ番組
- ニューヒットポップス情報「歌謡曲ヒットチャート」（NHK-FM）

### 映画
- ぼくと、ぼくらの夏（1990年） - 管理人 役